# Koijusaari (ö i Kemi-Torneå, lat 66,28, long 24,46)
Koijusaari är en ö i Finland. Den ligger i sjön Kivijärvi och i kommunen Torneå i den ekonomiska regionen  Kemi-Torneå  och landskapet Lappland, i den norra delen av landet, 700 km norr om huvudstaden Helsingfors. Öns area är 0,6 hektar och dess största längd är 110 meter i öst-västlig riktning.